# پولیتسه (ناحیه شومپرک)
پولیتسه (به چکی: Police) یک منطقهٔ مسکونی در جمهوری چک است که در ناحیه شومپرک واقع شده‌است. پولیتسه ۵٫۶۲ کیلومتر مربع مساحت و ۲۳۷ نفر جمعیت دارد و ۲۸۶ متر بالاتر از سطح دریا واقع شده‌است.